# Ternberg
Ternberg es una localidad del distrito de Steyr, en el estado de Alta Austria, Austria, con una población estimada a principio del año 2018 de 3367 habitantes. 
Se encuentra ubicada al sureste del estado, cerca de la frontera con los estados de Baja Austria y Estiria, al sur del río Danubio y la ciudad de Linz —la capital del estado—.